# Valdemar Laursen
Valdemar Kristian Laursen (* 30. August 1900 in Frederiksberg; † 14. April 1989 ebenda) war ein dänischer Fußballspieler. Nach seiner aktiven Karriere als Spieler war er Fußballschiedsrichter, Sportjournalist und Autor. 

## Karriere
Valdemar Laursen wurde im Jahr 1900 in Frederiksberg im Großraum Kopenhagen geboren. In seiner gesamten Vereinskarriere spielte er beim 1876 gegründeten Kjøbenhavns Boldklub, einem der ältesten Fußballklubs außerhalb Großbritanniens. Mit dem Verein wurde er viermal Dänischer Meister.
Am 20. Oktober 1918 gab er sein Debüt in der Dänischen Nationalmannschaft gegen Schweden. Bei seinem Debüt war er 18 Jahre und 51 Tage alt und ist damit der viertjüngste Debütant aller Zeiten in der Nationalmannschaft von Dänemark. Nur Harald Nielsen, Michael Laudrup und Ove Andersen waren jünger. In seinem Debütspiel gegen die Schweden im Ullevi in Göteborg erzielte Laursen den 1:0-Führungstreffer beim 2:1-Sieg. Mit der Auswahlmannschaft gewann er 1924–28 die Nordische Fußballmeisterschaft. Sein letztes von insgesamt 44 Länderspielen absolvierte Laursen im Jahr 1934 in einem Freundschaftsspiel gegen Deutschland. Fünf Jahre später überbot Pauli Jørgensen den Rekord von Laursen an absolvierten Länderspielen, den er bis zum Jahr 1961 hielt.
Zusammen mit Harry Bendixen und Poul Jensen schrieb er das Buch „Tre på Landsholdet.“ („Drei von der Nationalmannschaft.“)
Nach seiner Karriere als Spieler wurde er Schiedsrichter. Er pfiff im Jahr 1948 in London bei den Olympischen Spielen das Achtelfinale Großbritannien gegen die Niederlande. Insgesamt leitete er im Zeitraum von 1938 bis 1948 acht Länderspiele als FIFA-Schiedsrichter.

## Erfolge
mit dem Kjøbenhavns Boldklub:
- Dänischer Meister (4): 1918, 1922, 1925, 1932

mit Dänemark:
- Nordische Fußballmeisterschaft (1): 1924–28